# Propagazione guidata
Nell'ingegneria elettronica e delle telecomunicazioni con il termine propagazione guidata si intende la propagazione dei segnali elettromagnetici in strutture guidanti cablate che ne consentano la trasmissione a piccola, media e lunga distanza, entro determinate direzioni stabilite dalla conformazione della struttura, a partire da una sorgente trasmittente di input fino all'uscita o direttamente al ricevitore. Tali strutture sono le guide d'onda metalliche e le guide d'onda dielettriche (fibra ottica) in cui si propagano rispettivamente onde elettromagnetiche alla frequenze delle microonde e alle frequenze ottiche o dell'infrarosso. 
Sono oggetto di studio della Teoria delle strutture guidanti e delle comunicazioni in fibra ottica. In entrambi i casi il punto di partenza per la descrizione matematica della propagazione del segnale e le sue caratteristiche peculiari sono le equazioni di Maxwell, nella forma Marcuvitz-Schwinger, risolte con opportune condizioni al contorno da cui si giunge all'equazione dell'onda guidata. Si contrappone alla propagazione in spazio libero tipica invece delle radiocomunicazioni e delle comunicazioni ottiche in spazio libero.